# Osmia palmae
Osmia palmae är en biart som beskrevs av Borek Tkalcu 2001. Osmia palmae ingår i släktet murarbin, och familjen buksamlarbin. Inga underarter finns listade i Catalogue of Life.